# Улица господар Јевремова (Београд)
| Улица · ГОСПОДАР ЈЕВРЕМОВА | Улица · ГОСПОДАР ЈЕВРЕМОВА   |
| -------------------------- | ---------------------------- |
|                            |                              |
| Општина                    | Општина Стари град (Београд) |
| Почетак                    | Улица Тадеуша Кошћушка       |
| Крај                       | Скадарлија                   |
| Дужина                     | 920 m                        |
| Ширина                     | 5 до 22 m                    |
| Створена                   | непознато                    |
| Названа                    | непознато                    |
|                            |                              |
|                            |                              |
|                            |                              |

Господар Јевремова улица у Београду налази се у горњем делу Дорћола, на општини Стари град. Протеже се од Скадарске улице до Калемегдана, а паралелна је са Господар Јовановом улицом.
Улица је добила име по Јеврему Обреновићу, брату Милоша Обреновића.
Улица је једносмерна из правца Калемегдана. Саобраћај није дозвољен читавом дужином улице већ се прекида на потезу од раскрснице код Бајракли џамије до Вуковог и Доситејевог музеја. Кроз улицу не иду возила градског саобраћаја. После радова 2006. године асфалтни плочник је замењен црвеним блоковима и новим ивичњацима, као и у другим улицама Старог града.
У Господар Јевремовој улици налази се неколико значајних објеката, пре свега Вуков и Доситејев музеј, Бајракли џамија, Позоришни музеј и амбасада Северне Македоније. Ту је и седиште предшколских установа Дечји дани, велико здање Електропривреде Србије и Зграда представништва Првог дунавског паробродарског друштва у Београду.
Овде се сваке годиен одржава манифестација Јевремова улица сусрета.
Почетком 1939. се размишљало треба ли срушити Доситејев лицеј ради уређења улице. Дом породице Павловић се налази у бр. 39. Вајар Тома Росандић је имао атеље у улици, помиње се број 27, одн. кућа у броју 19, у којој се сада налази Музеј позоришне уметности.